# Campo Grande Atlético Clube
Actualités
Le Campo Grande Atlético Clube est un club de football brésilien, basé à Campo Grande (Rio de Janeiro), fondé en 1940.

## Histoire
Le 13 juin 1940, le Campo Grande Atlético Clube est fondé.
En 1979, le club joue en première division (Brasileirão) pour la première fois de son histoire. Campo Grande termine à la 27e position. Le club atteint la deuxième étape de la Ligue.
En 1982, le club remporte son seul titre national jusqu'à présent, la Série B, après avoir battu Centro Sportivo Alagoano en finale. Le club est promu en première division, l'année suivante.
En 1983, le club joue pour en première division (Brasileirão) pour la deuxième fois de son histoire. Le club est éliminé lors de la première étape, jouant alors une deuxième phase qualificative de playoff contre Paysandu. Après avoir battu Paysandu, le club se qualifie pour la deuxième étape, terminant en dernière position de son groupe. Campo Grande termine à la 24e place de la compétition.
En 1991, Roberto Dinamite, la plus grande idole de Vasco da Gama et l'un des buteurs les plus prolifiques du Brésil (il a marqué 698 buts dans sa carrière, la plupart pour Vasco), joue en faveur de Campo Grande.

## Palmarès
National :
- Série B : Vainqueur en 1982

## Stade
Campo Grande joue à l'Estádio Ítalo Del Cima. Construit en 1960, il a une capacité de 18 000 places.
Le record d'affluence date du 21 avril 1982 lors d'un match contre le CSA.

## Mascotte
La mascotte du club est un coq portant le kit à la maison de Campo Grande et des bottes de football noires.

## Personnalités du club

### Joueurs emblématiques
- Roberto Dinamite
- Décio Esteves (1962)
- Cláudio Adão
- Dario José dos Santos
- Felipe Campanholi Martins